# Villa Ballu
Pour les articles homonymes, voir Ballu.
La villa Ballu est une voie du 9e arrondissement de Paris, en France.

## Situation et accès
La villa Ballu est une voie privée située dans le 9e arrondissement de Paris. Elle débute au 23, rue Ballu et se termine en impasse.
Le quartier est desservi par la ligne 2 du métro aux stations Place de Clichy et Blanche. Les trains de la ligne 13 circulent également à la station Place de Clichy.

## Origine du nom

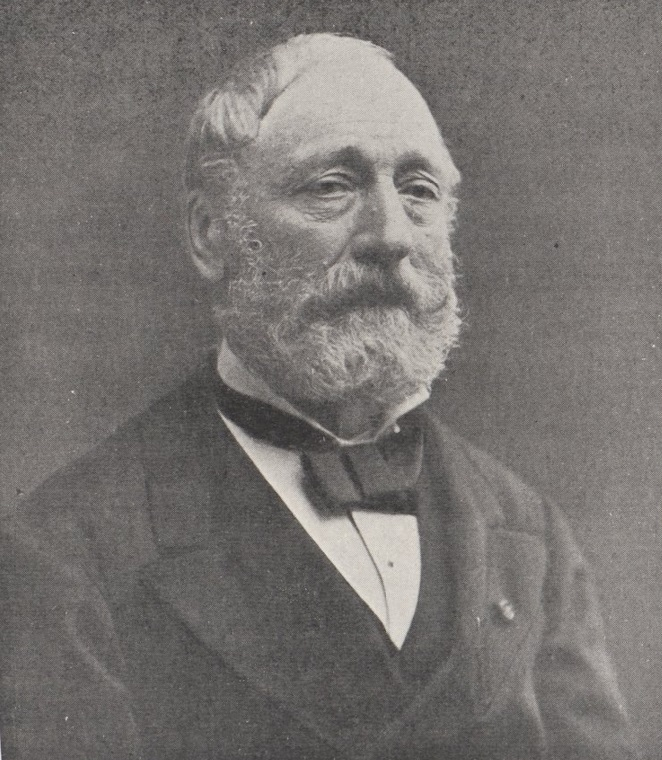
Théodore Ballu.

Elle porte le nom de l'architecte et restaurateur français Théodore Ballu (1817-1885), en raison de sa proximité avec la rue éponyme.

## Historique
Cette voie, qui a été ouverte sous le nom de « cité Ballu », a pris sa dénomination actuelle en 1929.

## Bâtiment remarquable et lieu de mémoire

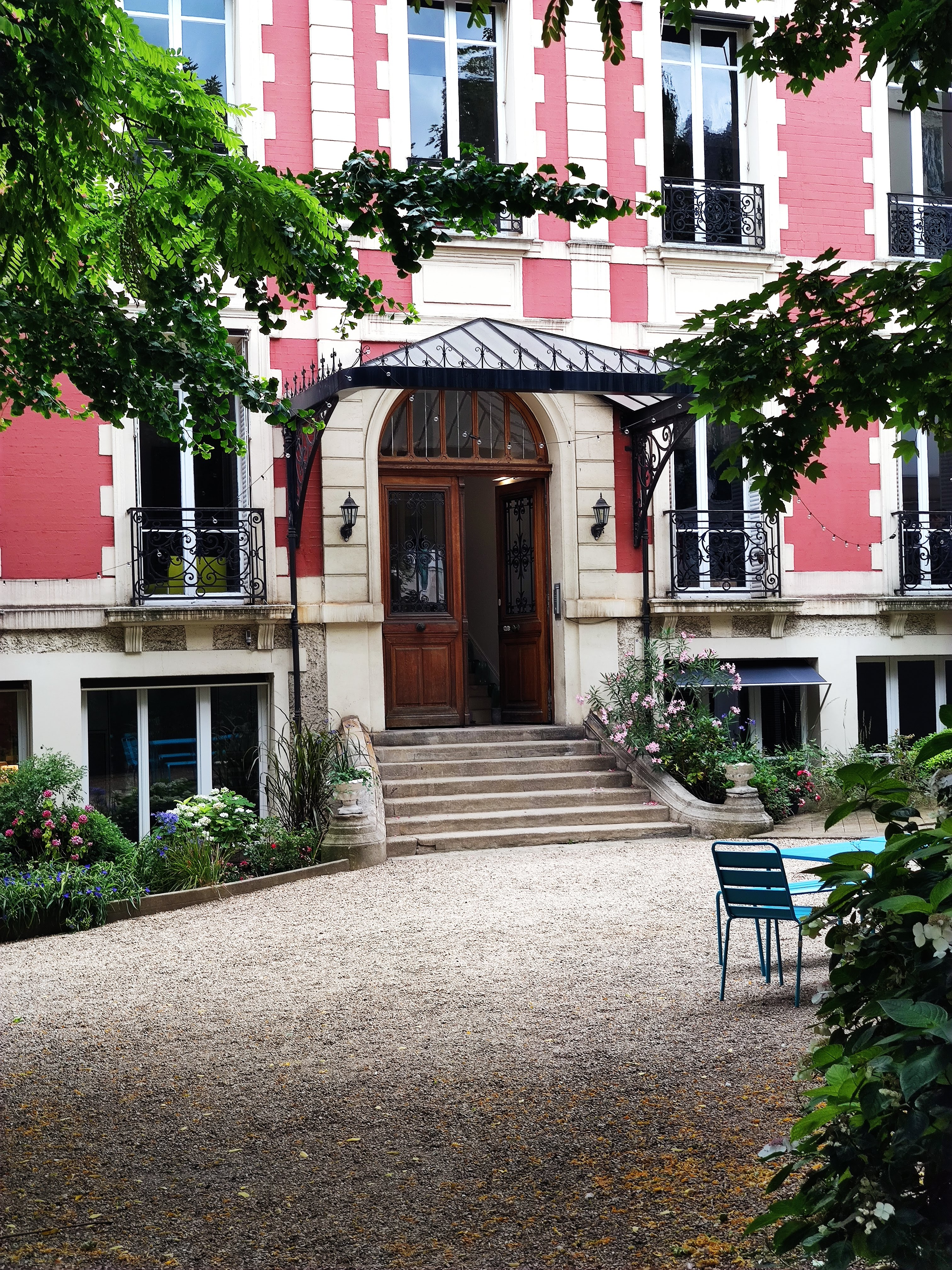
No 5.

- No 6 bis : ici a vécu jusqu'à sa mort le peintre orientaliste Gustave Boulanger (1824-1888).
- No 8 bis : à cette adresse vit en son pavillon, en 1898, La Marthe, chanteuse à la harpe[1].